# Parapallene invertichelata
Parapallene invertichelata is een zeespin uit de familie Callipallenidae. De soort behoort tot het geslacht Parapallene. Parapallene invertichelata werd in 1988 voor het eerst wetenschappelijk beschreven door Arnaud & Child. 